# Спіритист: Тату, там привид!
«Спіритист: Тату, там привид!» (тагал. Ispiritista: Itay, May Moomoo) — філіппінський комедійний фантастичний фільм жахів 2005 року режисера Тоні Й. Рейєса, заснований на концепції історії Рейєса, Антоніо П. Тув'єри та Ніно Тув'єри-Родрігеса, за сценарієм Рейєса та Р. Дж. Нуеваса, у головних ролях зіграли Вік Сотто, Сінді Курлето, Іза Кальзадо та Бі Джей Форбс.

## Сюжет
Віктор — алкоголік, який почав пити після раптової смерті дружини Лінди, хоча приховує це від свого сина Тома-Тома.
Одного дня Віктор придумує спосіб, як він може допомогти іншим людям, які також перебувають у жалобі, почуватися краще — і заробити на цьому гроші. За допомогою двох приятелів, Воллі та Джорджа, Віктор видає себе за спіритиста, який за певну плату може спілкуватися з неспокійними духами. Його син навіть не здогадується, що його батько — фальшивий медіум, і фактично боготворить свого батька. Він з гордістю розповідає однокласникам, що його батько заробляє на життя тим, що виганяє привидів.
Віктор найнятий школою Том-Тома, щоб поговорити з привидом маленької дівчинки на ім'я Дідіт і попросити її покинути кампус. Поки його батько готується, здивований Том-Том виявляє, що може бачити Дідіт і розмовляти з нею. Вона розповідає Том-Тому, що потрібно зробити, аби заспокоїти її неспокійну душу. Том-Том виконує її вказівки, і вона перестає переслідувати школу. Віктор бере на себе відповідальність і приймає подяку від школи за добре виконану роботу.
Після цього успіху Віктор швидко знаходить роботу з вигнання привидів. Вражена тим, як він впорався із завданням, Лалейн наймає Віктора, щоб він позбавив її пансіонат від чотирьох привидів, які лякають постояльців. Віктор одразу ж погоджується, вважаючи, що Лалейн може стати його дружиною і матір'ю для його сина. Однак Лалейн дізнається про його аферу, Віктор втрачає не лише любовний інтерес, але й повагу сина. Саме тоді, коли Віктор збирається вибачитися за свої помилки, він усвідомлює, що у нього раптово з'явилася здатність бачити привидів і розмовляти з ними. Віктор розуміє, що має спокутувати свою брехню. У кульмінації Віктор, Том-Том, Лалейн, Воллі, Джордж і розсіяний священик, отець Бен повинні увійти в маєток з привидами і позбутися духів, які його населяють.

## Акторський склад
- Вік Сотто — Віктор Еспіріту
- Сінді Курлето — Лалейн Моралес
- Іза Кальзадо — Лінда
- Бі Джей Форбс — Том-Том Еспіріту
- Хосе Манало — Джордж
- Воллі Байола — Воллі
- Роберт Аревало — сеньйор Сегундо
- Кімпі де Леон — привид
- Аллан К. — Аллана
- Гледіс Геварра — Сальве
- Марісса Дельгадо — місіс Бернабе
- Дік Ізраель — брат Джоджо
- Редфорд Уайт — Манг Терой
- Сугар Маркадо — Бордер
- Джуні Гамбоа — отець Бен
- Тері Онор — Тері
- Антоніо Аквітанія — Берт
- Соксі Топачіо — Соксі
- Джекі Ву — містер Хо
- Мей Акізукі — місіс Хо
- Руді Майєр — містер Бернабе
- Жан Сабурі — Коразон
- Енджел Сай — Кукі

## Визнання
У перший день фільм зібрав у прокаті 10 мільйонів песо, що є новим рекордом Regal Films і APT Entertainment.

### Нагороди та номінації
У 2006 році фільм був номінований на FAP Awards (Філіппінською академією кінематографічних мистецтв і наук).